# Daljska Planina
Daljska Planina (Dalj Planina, Dalj planina, Planina Dalj, Planina Daljska), bivše samostalno naselje. Trenutačno u sastavu naselja Dalja u erdutskoj općini, u Osječko-baranjskoj županiji.

## Povijest
U naselju je postojala osnovna škola, osnovana 1931. godine, a u njoj je 1943. postojao jedan razredni odjel.

## Stanovništvo
Prema popisu iz 1971. tadašnje samostalno naselje imalo je 371 stanovnika.
| broj stanovnika | 293   | 384   | 485   | 456   | 536   | 508   | 481   | 468   | 371   |
|                 | 1890. | 1900. | 1910. | 1921. | 1931. | 1948. | 1953. | 1961. | 1971. |

## Napomena
1. ↑  S obzirom na to da je riječ o povijesnom (bivšem) samostalnom naselju, rabi se onaj naziv koji je to naselje prvotno imalo dok je bilo samostalno. U popisu stanovništva 1953. godine naselje se navodi pod imenom Planina Daljska. Današnji dio naselja Dalj ima naziv Planina Daljska.

## Unutarnje poveznice
- Daljska planina (Dalj-planina)
- Manastir Uznesenja Presvete Bogorodice u Dalj planini (Manastir Vodica)